# بيلي ميلنر
بيلي ميلنر (بالإنجليزية: Billy Milner)‏ هو لاعب كرة قدم أمريكية أمريكي، ولد في 21 يونيو 1972 في أتلانتا في الولايات المتحدة.

## وصلات خارجية
- بيلي ميلنر على موقع مرجع كرة القدم المحترفة.كوم (الإنجليزية)